# Eparchie vjazemská
Eparchie vjazemská je eparchie ruské pravoslavné církve nacházející se v Rusku.

## Území a titul biskupa
Zahrnuje správní hranice území Vjazemského, Gagarinského, Novoduginského, Safonovského, Syčovskeho, Tjomkinského, Ugranského a Cholm-Žirkovského rajónu Smolenské oblasti.
Eparchiálnímu biskupovi náleží titul biskup vjazemský a gagarinský.

## Historie
V listopadu roku 1681 předložil car Fjodor III. Alexejevič biskupské synodě návrh na založení dvou vikariátu Brjansk a Vjazma pod správou smolenského metropolity. Biskupové synodu odmítli zřízení podřízených biskupských stolců, aby nedošlo k církevním neshodám v hierarchickém postavení.
V druhé polovině 18. století byl Vjazemský újezd pod kontrolou krutické eparchie. Roku 1764 bylo území včleněno ke smolenské eparchii.
Dne 16. května 1917 bylo na mimořádném eparchiálním sjezdu kléru a laiků smolenské eparchie, jemuž předsedal smolenský arcibiskup Feodosij (Feodosijev) rozhodnuto o vytvoření vikariátu v hlavních centrech Smolenské gubernie.
Dne 19. června 1918 byl Svatým synodem a patriarchou Tichonem zřízen vjazemský vikariát. Roku 1936 tento vikariát zanikl.
Poté byl obnoven roku 1955 a v letech 2005-2009.
Dne 5. května 2015 byla Svatým synodem zřízena samostatná vjazemská eparchie oddělením od smolenské eparchie. Stala se součástí nově vzniklé smolenské metropole.

## Seznam biskupů

### Vjazemský vikariát
- 1918–1918 Makarij (Gněvušev), svatořečený mučedník
- 1918–1919 Pavel (Ivanovskij)
- 1919–1920 Filipp (Stavickij)
- 1921–1922 Venedikt (Alentov)
- 1924–1927 Venedikt Alentov
- 1929–1932 Vladimir (Gorkovskij)
- 1933–1933 Nikon (Purlevskij), dočasný administrátor
- 1933–1937 Modest (Nikitin)
- 1955–1955 Michail (Čub)
- 2005–2009 Ignatij (Punin)

### Vjazemská eparchie
- 2015–2024 Sergij (Zjaťkov)
- od 2024 Isidor (Tupikin), dočasný administrátor